# چنوگن

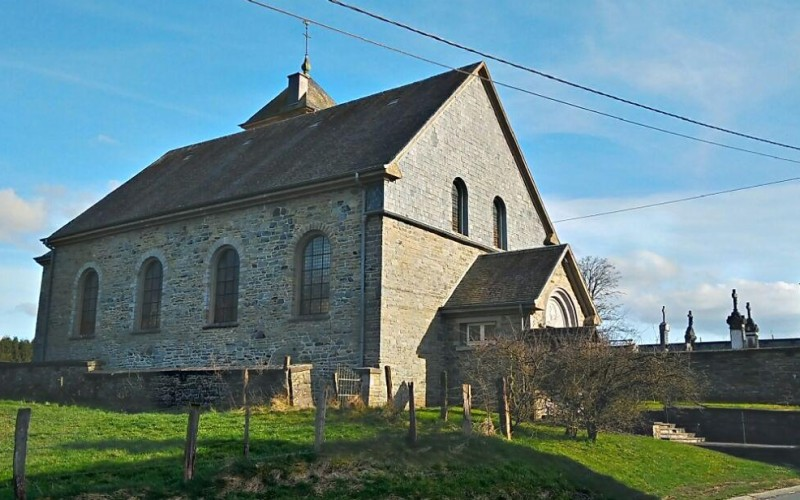
نمایی از کلیسای روستای چنوگن در والونی، استان لوکزامبورگ (بلژیک) - ۲۰۲۰

چنوگن (والون: Dj'none) روستایی در والونی در شهرداری وو-سور-سور، ناحیه سیبرت، واقع در استان لوکزامبورگ (بلژیک)، بلژیک است.
در ۱ ژانویه ۱۹۴۵، سربازان آمریکایی ادعا می‌کنند که سربازان آلمانی ورماخت را در این روستا در طول جنگ جهانی دوم در انتقام از قتل‌عام قبلی سربازان آمریکایی توسط وافن اس‌اس قتل‌عام کردند (کشتار چنوگن).